# Mentuherjepeshef

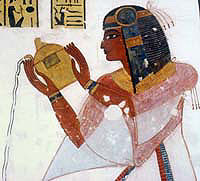
Mentuherjepeshef, con coleta lateral, realizando una libación. Tumba KV19.

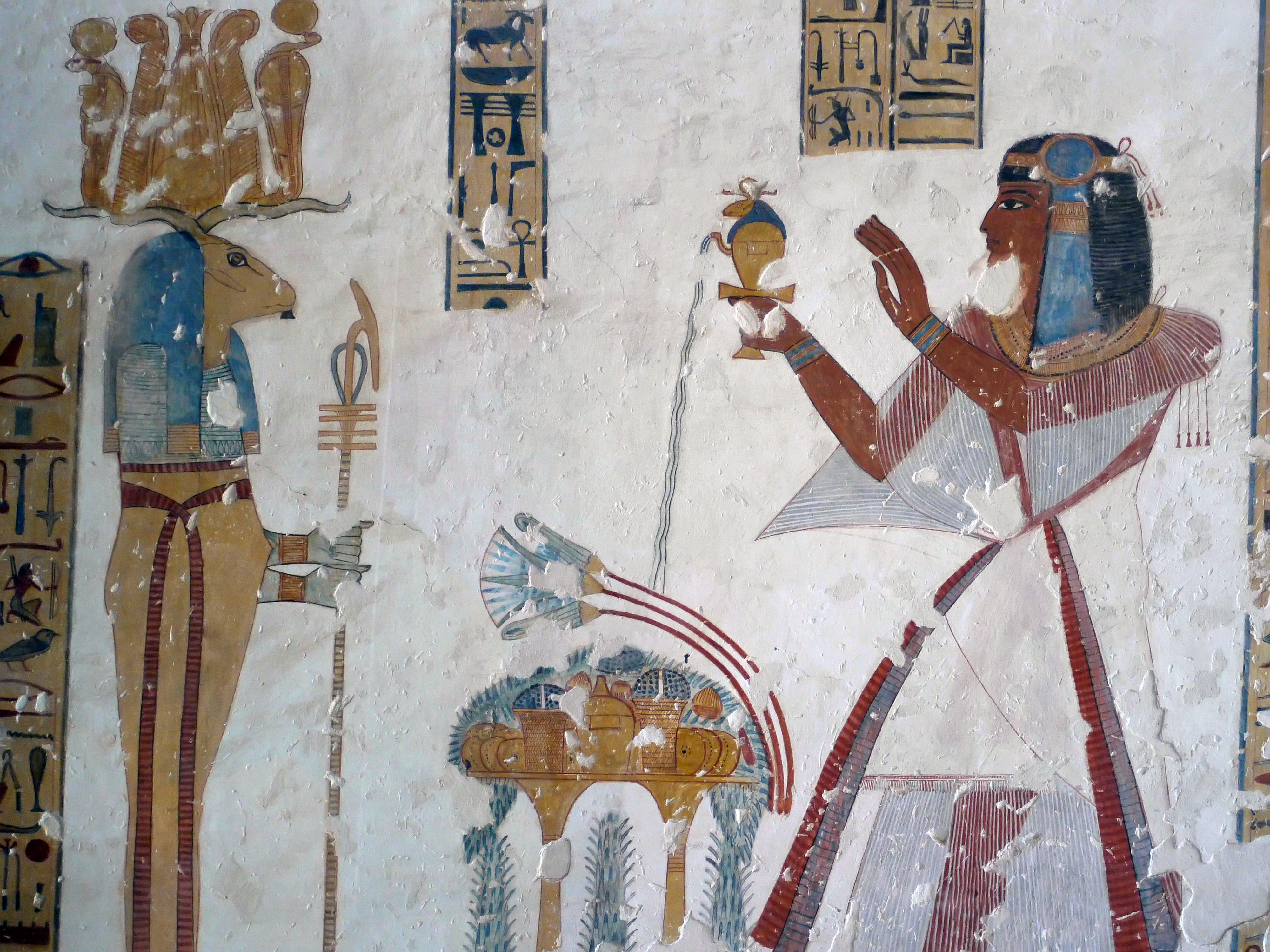
Mentuherjepeshef venerando al dios Banebdyedet. Tumba KV19.

Mentuherjepeshef fue un príncipe de la Dinastía XX del Antiguo Egipto, hijo del faraón Ramsés IX.
Su nombre también aparece como Ramsés-Montuherjepeshef. Es probable que fuese hermano del faraón Ramsés X y del príncipe Nebmaatra, sumo sacerdote de Ra en Heliópolis. Llevaba los títulos de: Hijo del propio cuerpo del rey primero, Hijo del propio cuerpo del rey mayor, Generalísimo, Autoridad suprema al frente de las dos tierras.
Fue enterrado en la tumba KV19 en el Valle de los Reyes, que probablemente estaba prevista originalmente para el príncipe Ramsés Setherjepeshef, pero que se desechó al llegar a ser el faraón Ramsés VIII.
| mn · n · V13 | D2 | F24 · f |

| mn · n · V13 | D2 | F24 · f |